# 曼巴斯特
曼巴斯特（法語：Mimbaste，法語發音：[mɛ̃bast]）是法国朗德省的一个市镇，属于达克斯区。

## 地理
曼巴斯特（43°38'54"N, 0°58'23"W）面积20.6 平方千米，位于法国新阿基坦大区朗德省，该省份为法国西南部沿海省份，是法國本土面积第二大的省，北起吉倫特省，西临大西洋，南至大西洋比利牛斯省，东临热尔省，东北与洛特-加龍省接壤。
与曼巴斯特接壤的市镇（或旧市镇、城区）包括：克莱蒙、埃斯蒂博、普永、索尼亚克和康布朗、沙洛斯地区索尔。

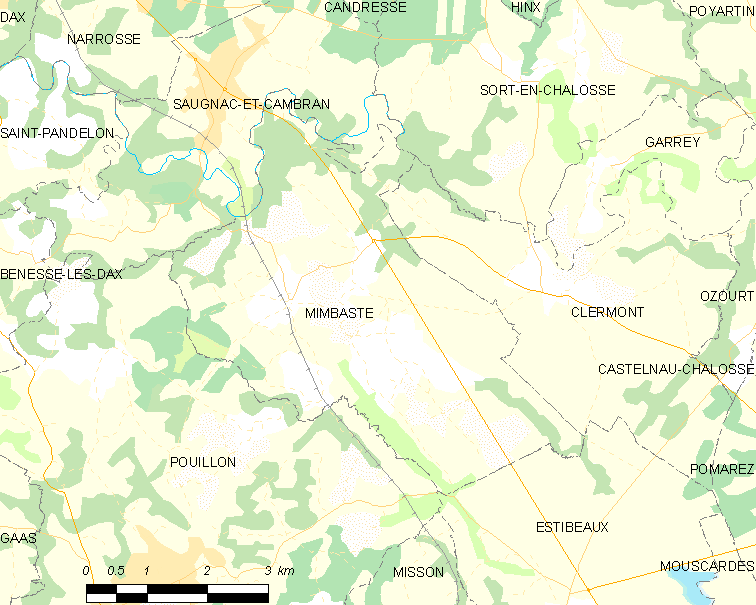
曼巴斯特的OSM定位图

曼巴斯特的时区为UTC+01:00、UTC+02:00（夏令时）。

## 行政
曼巴斯特的邮政编码为40350，INSEE市镇编码为40183。

## 政治
曼巴斯特所属的省级选区为奥尔特-阿里冈县。

## 人口

1962-2008年间曼巴斯特人口变化图示

曼巴斯特于2022年1月1日时的人口数量为992人。